# Ed Graham
Ed Graham (Great Yarmouth, 20 febbraio 1977) è un musicista inglese, meglio conosciuto come il batterista della band rock The Darkness e della successiva band nata dallo scioglimento della prima, gli Stone Gods, prima di lasciare ufficialmente nel 2008.

## Biografia
Graham ha frequentato la Kirkley High School con Dan e Justin Hawkins, con i quali, poco più tardi, avrebbe formato i The Darkness.
Prima di entrare nei The Darkness, Graham era stato in gruppi come Superfuzz Bigmuff e gli Sling, ma ha lasciato il secondo quando ha sentito che i suoi amici Justin e Dan Hawkins stavano formando una band. Ha quindi cofondato i The Darkness nel 2000.
Il 9 giugno 2008 è stato annunciato sul blog degli Stone Gods che a causa di un grave infortunio, Graham non sarebbe stato in grado di entrare nella band in tour, e una sostituzione temporanea era già in atto.
Il 29 luglio 2008 è stato annunciato che Graham è stato definitivamente licenziato dalla band a causa di problemi di salute.
Secondo la rivista Spin Graham ha lasciato il gruppo per problemi di salute, a causa di una malattia del sangue chiamata osteonecrosi, una condizione che potrebbe essere stata aggravata dal bere eccessivo e che lo ha costretto a sottoporsi ad un intervento chirurgico per sostituire entrambe le anche.